# XNXX
XNXX是波蘭公司WGCZ Holding旗下的一個色情片网站，于1997年推出 。XVideos也是WGCZ Holding旗下的色情網站。 2018年，商业内幕認為XNXX是全球最受欢迎的三个色情网站之一。 2023年1月，金融時報表示，XVideos和XNXX的每月访问量达到60亿次。 根據SimilarWeb的數據，截至2025年7月，它是全球访问量排名第42位的网站，也是继Pornhub,XVideos和XHamster之后访问量排名第四的成人网站。 

## 审查
2018年，印度政府封锁了XNXX等色情网站，此前北阿坎德邦高等法院因一起强奸案下达了同样的命令，而肇事者称他们是在观看了网络色情内容后才做出这一决定的。